# Martiniano Chilavert
Martiniano Chilavert (Buenos Aires, Vice-Reino do Rio da Prata, 16 de outubro de 1798 ou 1801 - Buenos Aires, Argentina, 4 de fevereiro de 1852) foi militar argentino de destacada participação na Guerra da Cisplatina, nas Guerras Civis Argentinas e na Guerra do Prata, principalmente na Batalha de Monte Caseros.

## Bibliografía
- Saldías, A. Historia de la Confederación Argentina. Buenos Aires: Eudeba, 1973.